# Kibosho Magharibi
Kibosho Magharibi ist ein Verwaltungsbezirk (Ward) des Distrikts Moshi in der tansanischen Region Kilimandscharo.

## Geografie
Kibosho Magharibi liegt im Nordosten von Tansania, nordwestlich der Regionshauptstadt Moshi. Es ist ein schmaler Bezirk am Südhang des Kilimandscharo, er erstreckt sich von rund 1000 Meter Seehöhe im Süden bis zur Waldzone im Norden auf 2400 Meter. Die Ost-West-Ausdehnung beträgt nur zwischen einem und drei Kilometer.
Der Bezirk grenzt im Norden an Motamburu Kitendeni im Distrikt Rombo, im Osten an Kibosho Okaoni, im Südosten an Kindi, im Südwesten an Machame Narumu und im Westen an Machame Mashariki. Bei der Volkszählung 2022 lebten 19.129 Menschen in 5049 Haushalten auf einer Fläche von 37,6 Quadratkilometern.

## Gliederung
Der Bezirk besteht aus zehn Gemeinden (Mtaa) mit 42 Orten (Kitongoji):
| Manushi Ndoo - Marawe Mwenge - Marawa Magharibi - Makao | Manushi Sinde - Sereni - Ofisi - Sokoni - Shule - Kamweka | Kombo - Manla - Mnara - Makashu - Mkwaruu | Mkomongo - Mangalo - Sereni - Makeresho - Mduka Odede - Mwereni - Karanga - Mawiri | Umbwe Sinde - Wereni - Foini A - Foini B - Malioni B | Kifuni - Kiwei - Madukani - Mandeeni - Nkontira Leonard | Umbwe Onana - Mwarieni - Kisiwani - Kichare - Makuna - Kitoli | Munishi Sinde Mashariki - Shule - Sokoni - Ofisi | Manushi Kati - Maserini - Muungano - Mapinduzi | Umbwe Kati - Telengo - Massaweni - Chamini - Malioni A |

## Wirtschaft und Infrastruktur
- Bildung: Im Bezirk liegen vier weiterführende Schulen. Die Manushi Secondary School ist eine staatliche Tagesschule, in der rund 170 Mädchen und Burschen eine Ausbildung bis zur 4. Stufe erhalten.[9] Im Jahr 2024 wurde die Schule mit einem modernen Labor für Informations- und Kommunikationstechnologie ausgerüstet.[10] Ebenfalls staatlich sind die Somsom Secondary School und die Umbwe Secondary School. Beide bieten eine Ausbildung bis zur 4. Stufe an, wobei die zweite eine reine Knabenschule ist.[11][12] Die Mlama Secondary School ist eine weiterführende Schule, die von der katholischen Kirche geleitet wird.[13][14]
- Gesundheit: Die Apotheke „Manushi“ bietet ambulante Erstversorgungen an.[15]